# Грачовська сільська рада (Курманаєвський район)
Грачо́вська сільська рада (рос. Грачёвский сельский совет) — сільське поселення у складі Курманаєвського району Оренбурзької області Росії.
Адміністративний центр та єдиний населений пункт — село Грачовка.

## Населення
Населення — 252 особи (2019; 378 в 2010, 544 у 2002).